# Copăceni (Ilfov)
Copăceni is een Roemeense gemeente in het district Ilfov.
Copăceni telt 2861 inwoners.